# Youthanasia

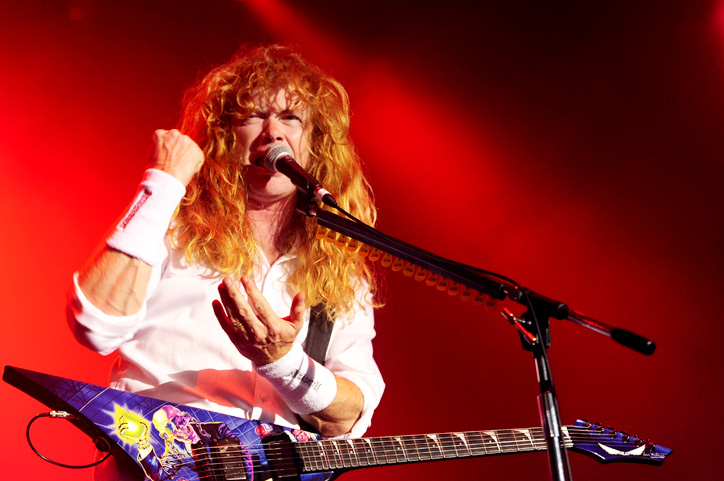
Tijdens No Sleep Til Festival 2010

Youthanasia is het zesde studioalbum van Megadeth. Het album kwam in 1994 uit onder regie van Combat Records. Youthanasia is het eerste album waar Megadeth begint te experimenteren met andere muziekstijlen dan metal. Youthanasia ging in de Verenigde Staten sneller platinum dan welk ander Megadeth album dan ook, en kreeg een speciale plek in de voor Megadeth gebouwde studio "Flat Planet in Hanger 18".

## Voorgeschiedenis
Het grote succes van Countdown to Extinction in 1992 en de daarop volgende tournee gaf Megadeth een scherpe draai naar meer commerciële rockmuziek. Deze trend zet zich op Youthanasia door. Tijdens de opnames van Youthanasia waren er problemen met de locatie van het opnemen. Dave Mustaine wilde niet in Los Angeles opnemen, en dus werd besloten Youthanasia in Phoenix op te nemen. Megadeth was reeds begonnen om op te nemen in de Phase Four Studios, toen de band door technische problemen diende te vertrekken. Producer Max Norman stelde toen voor een eigen studio te laten bouwen: Flat Planet in Hanger 18. Youthanasia is het enige Megadeth album dat in "half-step down"-tuning is opgenomen (alle snaren een halve toon lager gestemd). De bekendste single van Youthanasia is de ballade A Tout Le Monde.

## Tracks
| Nr. | Titel                   | Tekst                        | Muziek                              | Duur |
| --- | ----------------------- | ---------------------------- | ----------------------------------- | ---- |
| 1.  | Reckoning Day           | Dave Mustaine, Dave Ellefson | Mustaine, Marty Friedman            | 4:34 |
| 2.  | Train of Consequences   | Mustaine                     | Mustaine                            | 3:31 |
| 3.  | Addicted to Chaos       | Mustaine                     | Mustaine                            | 5:26 |
| 4.  | À Tout le Monde         | Mustaine                     | Mustaine                            | 4:28 |
| 5.  | Elysian Fields          | Mustaine, Ellefson           | Mustaine                            | 4:03 |
| 6.  | The Killing Road        | Mustaine                     | Mustaine                            | 3:57 |
| 7.  | Blood of Heroes         | Mustaine                     | Mustaine                            | 3:57 |
| 8.  | Family Tree             | Mustaine                     | Mustaine, Ellefson, Nick Menza      | 4:07 |
| 9.  | Youthanasia             | Mustaine                     | Mustaine                            | 4:09 |
| 10. | I Thought I Knew It All | Mustaine                     | Mustaine, Friedman, Ellefson, Menza | 3:44 |
| 11. | Black Curtains          | Mustaine                     | Mustaine, Friedman                  | 3:39 |
| 12. | Victory                 | Mustaine                     | Mustaine                            | 4:27 |

## Bezetting
- Dave Mustaine - zang en gitaar
- David Ellefson - basgitaar en achtergrondzang
- Nick Menza - drums
- Marty Friedman - gitaar en achtergrondzang

Killing Is My Business... and Business Is Good! ·
Peace Sells... But Who's Buying? ·
So far, so good... so what! ·
Rust in Peace ·
Countdown to Extinction ·
Youthanasia ·
Cryptic Writings ·
Risk ·
The World Needs a Hero ·
The System Has Failed ·
United Abominations ·
Endgame ·
Th1rt3en ·
Super Collider ·
Dystopia ·